# Bujanovac
Bujanovac (en serbe cyrillique : Бујановац) est une ville et une municipalité de Serbie situées dans la vallée de Preševo. Elles font partie du district de Pčinja. En 2002, la ville comptait 12 011 habitants, dont une majorité relative de Serbes , et la municipalité dont elle est le centre 43 302 habitants, dont une majorité d'Albanais.
Entre 1999 et 2001, une organisation appelée Armée de Libération de Preševo, Medveđa et Bujanovac (Ushtria Çlirimtare e Preshevës, Medvegjës dhe Bujanocit) opéra dans la région, avec le but d’adjoindre ces trois municipalités au Kosovo. Après une période d’agitation, la situation en 2007 semble plutôt stabilisée.
En septembre 2011, l'assemblée des députés albanais de Preševo, Bujanovac et Medveđa a incité les Albanais de Serbie à boycotter le recensement prévu pour le mois d'octobre de cette année-là ; de ce fait, aucun chiffre de population n'a été communiqué pour la municipalité de Bujanovac.

## Localités de la municipalité de Bujanovac

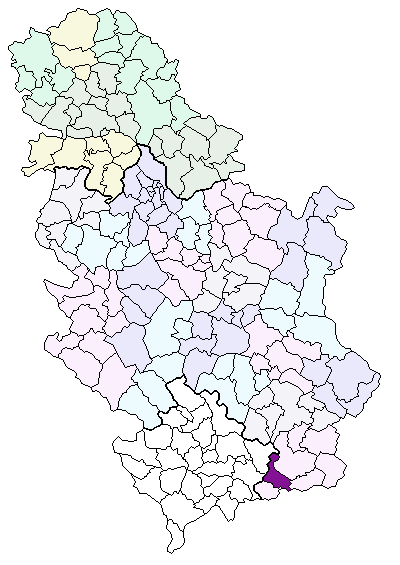
Localisation de la municipalité de Bujanovac en Serbie

La municipalité de Bujanovac compte 59 localités :
| - Baraljevac - Biljača - Bogdanovac - Božinjevac - Borovac - Bratoselce - Breznica - Brnjare - Bujanovac - Buštranje - Veliki Trnovac - Vogance - Vrban - Gornje Novo Selo - Gramada | - Dobrosin - Donje Novo Selo - Drežnica - Đorđevac - Žbevac - Žuželjica - Zarbince - Jablanica - Jastrebac - Karadnik - Klenike - Klinovac - Končulj - Košarno - Krševica | - Kuštica - Levosoje - Letovica - Lopardince - Lukarce - Lučane - Ljiljance - Mali Trnovac - Muhovac - Negovac - Nesalce - Oslare - Pretina - Pribovce - Ravno Bučje | - Rakovac - Rusce - Samoljica - Sveta Petka - Sebrat - Sejace - Spančevac - Srpska Kuća - Starac - Suharno - Trejak - Turija - Uzovo - Čar |

Bujanovac est officiellement classée parmi les « localités urbaines » (en serbe : градско насеље et gradsko naselje) ; toutes les autres localités sont considérées comme des « villages » (село/selo).

## Démographie

### Ville

#### Évolution historique de la population dans la ville
| 1948  | 1953  | 1961  | 1971  | 1981   | 1991   | 2002   | 2022 |
| ----- | ----- | ----- | ----- | ------ | ------ | ------ | ---- |
| 3 177 | 3 681 | 4 603 | 7 524 | 11 789 | 17 050 | 12 011 | -    |

En 2010, la population de Bujanovac était estimée à 11 660 habitants.

## Politique
À la suite des élections locales serbes de 2008, Shaip Kamberi a été élu président (maire) de la municipalité.

## Armée
Le 23 novembre 2009, la base militaire Jug, situé à 5 km au sud de Bujanovac sur la colline de Cepotina, a été inaugurée par le président Boris Tadić, par le premier ministre Mirko Cvetković et par le ministre de la Défense Dragan Šutanovac. S'étendant sur 35 ha, elle est destinée à accueillir un millier de soldats,.

## Coopération internationale
Bujavovac a signé un accord de partenariat avec : 
- Lillehammer (Norvège)